# Daniel Lowey
Daniel McDonald Lowey (Man-sziget, Ramsey, 1878. október 28. - Egyesült Királyság, Merseyside, Liverpool, 1951. április 7.) olimpiai ezüstérmes brit kötélhúzó.
Az 1908. évi nyári olimpiai játékokon indult kötélhúzásban brit színekben. A liverpooli városi rendőrség csapatában szerepelt. Rajtuk kívül még kettő brit rendőrségi csapat és két ország indult (amerikaiak és svédek). A verseny egyenes kiesésben zajlott. A döntőben a londoni rendőrségtől kaptak ki.